# Vladislav Galkin
Vladislav Borisovich Galkin (em russo:  Галкин, Владислав Борисович) (25 de dezembro de 1971 – 27 de fevereiro de 2010 ) foi um ator russo muito popular que estrelou em cinquenta e sete filmes, incluindo várias séries de TV, como Spetsnaz (2002), The Master e Margarita (2005–2006) e Dikari (2006).

## Biografia
Galkin estudou atuação no Boris Shchukin Theatre Institute de 1988 a 1992, depois estudou direção de cinema no All-Union State Institute of Cinematography em 1990  onde seu professor foi Vladimir Khotinenko.
Em 27 de fevereiro de 2010, Galkin foi encontrado morto em seu apartamento, e a causa da morte foi uma parada cardíaca. No entanto, de acordo com sua família e amigos, ele foi assassinado com base em evidências que indicam a presença de outras pessoas em seu quarto pouco antes de sua morte e o desaparecimento de $ 130 000 de seu apartamento. A polícia rejeitou esta versão. A morte de Galkin foi lamentada por muitos que exigiram encontrar os responsáveis por sua morte.
Colegas disseram que Galkin estava com problemas com a bebida. Em 2009, ele foi acusado de vandalismo com uso de arma e violência sem risco de vida contra um oficial da lei, após um ataque a um tenente da polícia em um bar em julho. Em dezembro, ele foi condenado a uma pena suspensa de 14 meses. 
Para milhões de espectadores, especialmente aqueles fora da Rússia, Galkin é lembrado como o poeta Ivan Bezdomny (sem-teto) na versão cinematográfica de Vladimir Bortko do romance épico de Mikhail Bulgakov, O Mestre e Margarita. Na série de filmes Bortko, o personagem Bezdomny testemunha a morte de seu amigo. Quando ele tenta alertar as autoridades sobre a sequência improvável de eventos, a reação é prendê-lo em um hospital psiquiátrico. Os eventos subsequentes justificam Bezdomny, e ele finalmente fica em paz com o sofrimento que foi causado, em parte graças ao seu maior entendimento adquirido nas visitas do Mestre.

## Filmografia
- Priklyucheniya Toma Soyera i Geklberri Finna (1981)